# Osmanthus suavis
Espèce
Osmanthus suavis est une espèce de plantes à fleurs de la famille des Oleaceae. Également dénommé l'olive douce ou osmanthus doux, c'est un arbuste originaire des pentes de l'Himalaya oriental,.

## Description
Osmanthus suavis est un arbuste à feuilles persistantes de 6-12 m de hauteur. Ses feuilles sont vert foncé et de forme lancéolée à oblongue.

## Répartition et habitat
Il est rustique dans les zones USDA 8 et 9. Il pousse dans les forêts denses et les fourrés sur les pentes.

## Utilisation
Il est apprécié pour son parfum floral et est recommandé pour les haies.

## Systématique
Le nom correct complet (avec auteur) de ce taxon est Osmanthus suavis King ex C.B.Clarke.
Osmanthus suavis a pour synonymes :
- Osmanthus suavis King ;
- Siphonosmanthus suavis (King ex C.B.Clarke) Stapf.